# لا فبرو
لا فبرو (به اسپانیایی: La Febró) یک منطقهٔ مسکونی در اسپانیا است که در بایش کمپ واقع شده‌است. لا فبرو ۱۶٫۱ کیلومتر مربع مساحت دارد.